# Maestro (film 2023)
Maestro è un film biografico del 2023 diretto e interpretato da Bradley Cooper.
La pellicola è incentrata sul matrimonio del direttore d'orchestra e compositore Leonard Bernstein con l'attrice Felicia Montealegre.

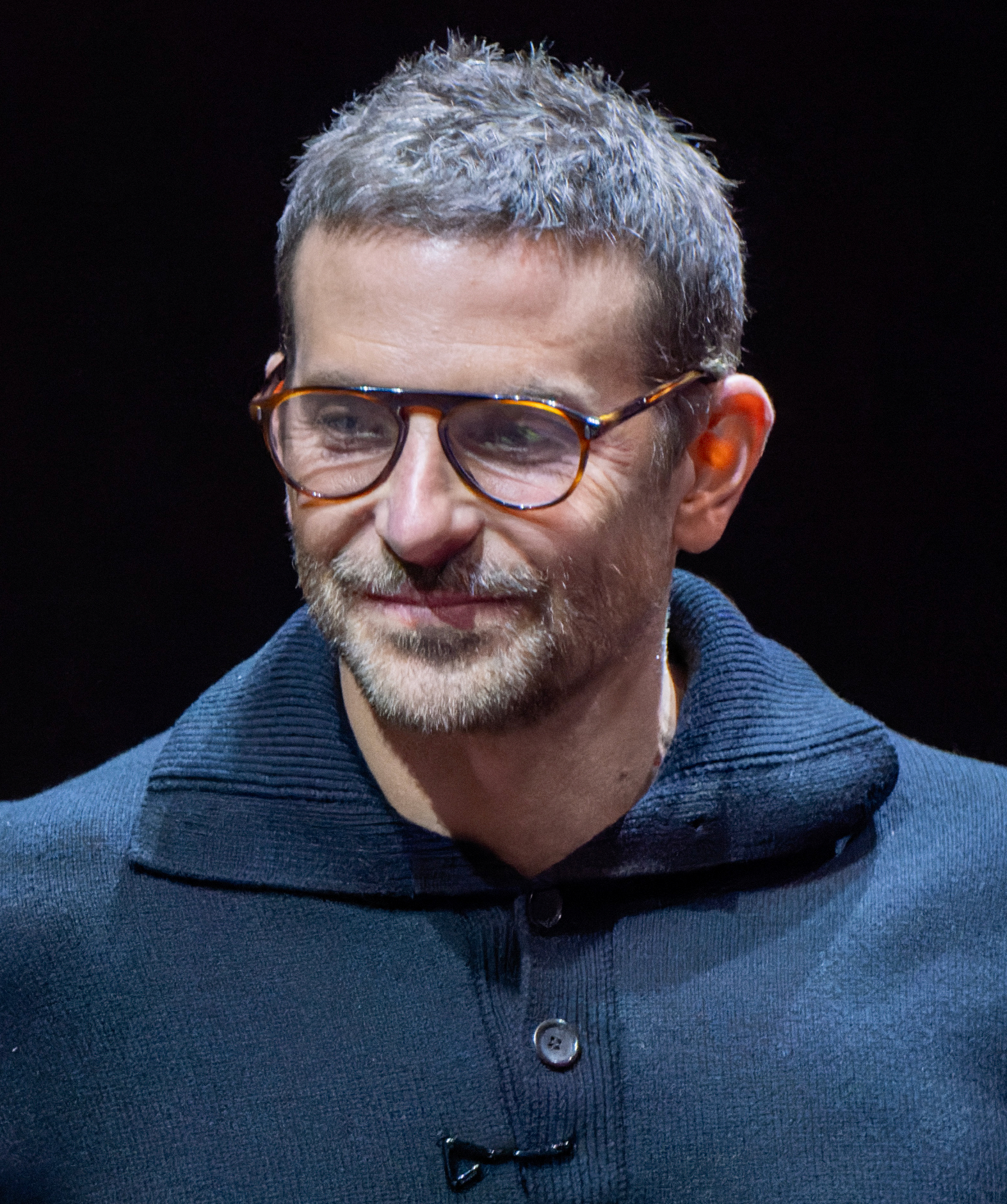
Bradley Cooper alla premiere del suo film nel 2023

## Trama
(Citazione di Leonard Bernstein che apre il film)
Il venticinquenne Leonard Bernstein riceve la notizia che sostituirà all'ultimo momento Bruno Walter alla direzione della New York Philharmonic e, lasciando il letto che divide con David Oppenheim, si affretta alla Carnegie Hall, dove ottiene il suo primo grande successo come direttore d'orchestra. Tre anni più tardi conosce l'attrice Felicia Montealegre a una festa e i due cominciano a frequentarsi e andare insieme ad eventi mondani; durante uno di essi a Bernstein viene consigliato di cambiare il suo cognome in "Burns", dato che il suo cognome ebraico potrebbe chiudergli delle porte nel mondo della musica.
L'ormai trentasettenne Leonard è un direttore d'orchestra e compositore affermato, che vive con la moglie e i figli sulla Broadway. Nel 1971 gli viene commissionata la sua acclamata Messa e, mentre continua a mietere successi, la sua vita privata comincia a risentirne: il matrimonio con Felicia è infatti minato dai continui tradimenti del compositore con giovani uomini.
La scandalosa vita privata di Bernstein è ormai di dominio pubblico e i pettegolezzi arrivano anche alle orecchie della figlia, che Leonard rincuora minimizzando le dicerie come semplice invidia. A Felicia viene diagnosticato un tumore metastatico al seno che si è ormai esteso ai polmoni. La mastectomia non è sufficiente a salvare Felicia, che si aggrava rapidamente. Questo periodo segna un riavvicinamento di Felicia con Leonard, della quale si prende cura sino alla morte, insieme ai tre figli. Rimasto vedovo, Bernstein trasmette il suo sapere di direttore d'orchestra a nuovi studenti, con i quali continua a intrattenere relazioni sessuali.

## Produzione
Nel 2008, i produttori Fred Berner e Amy Durning hanno chiesto alla famiglia Bernstein i diritti sulla vita e sulla musica di Leonard Bernstein, per realizzarne un biopic. Una volta ottenuti i diritti, Berner e Durning hanno collaborato con Josh Singer per scrivere la sceneggiatura. Il progetto è entrato in fase di produzione presso la Paramount Pictures, originariamente con la regia di Martin Scorsese.
Tuttavia, nel 2017, Martin Scorsese ha abbandonato il progetto per lavorare a The Irishman (2019). Perciò Steven Spielberg ha preso in considerazione la possibilità di dirigere il film e ha contattato Bradley Cooper per interpretare il protagonista. Quando anche Spielberg ha lasciato la regia del progetto, Cooper ha dichiarato di volersi "buttarsi sul ring" e divenire lui stesso il regista del film.
Nel gennaio 2020, Netflix ha acquistato i diritti del film e ne ha svolto la produzione.

### Cast
Nel maggio 2018 Bradley Cooper è stato ufficialmente scelto sia nel ruolo di regista che di protagonista, su consiglio di Spielberg, rimasto colpito dalla visione di A Star Is Born, primo film diretto da Bradley Cooper.
Nel settembre 2020, Carey Mulligan si è unita al cast del film, così come Jeremy Strong, che però si è successivamente ritirato ed stato perciò sostituito da Josh Hamilton. A marzo 2022, anche Matt Bomer si è unito al cast, assieme a Sarah Silverman, annunciata a giugno. A febbraio 2023, è entrato a far parte del cast del film anche Michael Urie e, ad aprile, anche Miriam Shor.

### Riprese
L'inizio delle riprese del film era stato originariamente fissato per il 5 aprile 2021, ma a causa della pandemia di COVID-19 esso è stato posticipato a maggio del 2022. Le riprese si sono protratte fino al 22 ottobre 2022, e si sono svolte tra il Connecticut, New York e la grande Cattedrale di Ely in Inghilterra.

## Colonna sonora
La colonna sonora del film presenta diverse composizioni originali di Leonard Bernstein, accuratamente selezionate da Cooper, ed eseguite dalla London Symphony Orchestra con alcuni cori realizzati da parte della London Symphony Chorus.
L'intero album della colonna sonora è stato pubblicato in formato digitale il 10 novembre 2022 e in formato fisico il 1º dicembre successivo.

## Promozione
Il primo trailer del film è stato pubblicato il 15 agosto 2023.

## Distribuzione
Il film è stato presentato in anteprima il 2 settembre 2023 in concorso all'80ª Mostra internazionale d'arte cinematografica di Venezia.
Successivamente è stato proposto in distribuzione limitata nelle sale cinematografiche statunitensi dal 22 novembre 2023, prima di essere reso disponibile sulla piattaforma Netflix il 20 dicembre seguente.

## Accoglienza

### Incassi
Soltanto nei primi due giorni dalla sua distribuzione dei cinema, il film ha incassato 300.000 dollari ai botteghini. Tuttavia, in totale il film ha guadagnato soltanto $ 823.787 esatti, contro un budget di 80 milioni.

### Critica
Il film è stato accolto positivamente dalla critica e unanimi sono state le lodi per le interpretazioni di Cooper e Mulligan.
Sul sito web Rotten Tomatoes il film riceve il 79% delle recensioni professionali positive, con un voto medio di 7.5/10, basato su 314 recensioni. Su Metacritic invece il film ottiene un punteggio medio di 78 su 100, basato su 48 critiche, indicando "recensioni generalmente positive".

## Riconoscimenti
- 2024 - Premio Oscar
  - Candidatura per il miglior film
  - Candidatura per il miglior attore a Bradley Cooper
  - Candidatura per la miglior attrice a Carey Mulligan
  - Candidatura per la miglior sceneggiatura originale a Bradley Cooper e Josh Singer
  - Candidatura per la miglior fotografia a Matthew Libatique
  - Candidatura per il miglior trucco a Kazu Hiro, Kay Georgiou e Lori McCoy-Bell
  - Candidatura per il miglior sonoro a Richard King, Steve Morrow, Tom Ozanich e Dean Zupancic
- 2024 - Golden Globe
  - Candidatura per il miglior film drammatico
  - Candidatura per il miglior attore in un film drammatico a Bradley Cooper
  - Candidatura per la migliore attrice in un film drammatico a Carey Mulligan
  - Candidatura per il miglior regista a Bradley Cooper
- 2023 - Mostra internazionale d'arte cinematografica
  - In concorso per il Leone d'oro
  - In concorso per il Queer Lion
- 2023 - Gotham Independent Film Awards
  - Cultural Icon & Creator Tribute
- 2023 - National Board of Review Award
  - Miglior dieci film dell'anno
  - NBR Icon Award a Bradley Cooper
- 2024 - British Academy Film Awards[25]
  - Candidatura per il miglior regista a Bradley Cooper
  - Candidatura per il miglior attore protagonista a Bradley Cooper
  - Candidatura per la miglior attrice protagonista a Carey Mulligan
  - Candidatura per la miglior sceneggiatura originale a Bradley Cooper e Josh Singer
  - Candidatura per la miglior fotografia a Matthew Libatique
  - Candidatura per il miglior trucco e acconciatura a Kazu Hiro
  - Candidatura per il miglior sonoro a Richard King, Steve Morrow, Tom Ozanich e Dean Zupancic

- 2024 - Screen Actors Guild Award[26]
  - Candidatura per il miglior attore cinematografico a Bradley Cooper
  - Candidatura per la migliore attrice cinematografica a Carey Mulligan

## Casi mediatici
Dal momento della diffusione delle prime immagini del film nel maggio 2023 sono state mosse critiche per la scelta di Bradley Cooper di indossare un naso finto e le critiche si sono intensificate dopo la pubblicazione del trailer nell'agosto dello stesso anno. Se da una parte il naso posticcio acuisce la somiglianza tra Cooper e Bernstein, dall'altra la scelta è stata criticata come potenzialmente antisemita da parte del pubblico.